# Ecologia profonda
L'ecologia profonda è una filosofia o ecosofia contemporanea basata su un sistema di valori ecocentrico che intende smarcarsi dalle enfasi antropocentriche dell'ambientalismo e degli attuali movimenti ecologisti. L'Ecologia profonda descrive se stessa come "profonda" perché è interessata alle domande filosofiche fondamentali sul ruolo della vita umana come parte dell'ecosfera, distinguendosi così sia dall'ecologia come branca delle scienze biologiche, sia dall'ambientalismo meramente utilitaristico basato sul benessere dei soli umani. Questo approccio porta una nuova interpretazione del "sé" derivante dalla de-enfatizzazione della dualità razionalista tra l'organismo umano e il suo ambiente naturale, permettendo così di rivolgere l'attenzione al valore intrinseco delle altre specie, dei sistemi e dei processi naturali.

## Origine
L'espressione ecologia profonda o deep ecology è stata coniata dal filosofo norvegese Arne Næss nel 1973, e sempre lui aiutò a descriverne le basi teoriche. Næss rigettò l'idea che gli esseri potessero essere classificati secondo il loro valore relativo: ad esempio, affermazioni sulla presenza o meno di un'anima immortale negli animali, se siano dotati o della ragione o se possiedano o meno una coscienza sono state sempre usate per giustificare la superiorità degli animali umani rispetto agli altri animali, ma al proposito Næss afferma che «il diritto di vivere di tutte le forme [di vita] è un diritto universale che non può essere quantificato. Nessuna specie vivente può beneficiare maggiormente del particolare diritto di vivere e riprodursi più di qualsiasi altra specie». Quest'idea metafisica è esposta nella dichiarazione di Warwick Fox ove noi e tutti gli altri esseri siamo «sfaccettature di una singola realtà in svolgimento».
L'ecologia profonda offre una base filosofica per la legislazione ambientale che può, a sua volta, guidare l'attività umana contro l'autodistruzione percepita. Ecologia profonda e ambientalismo sostengono che la scienza dell'ecologia spiega come gli ecosistemi possano sopportare solo in piccola parte l'impatto degli umani o di altre influenze esterne. Inoltre, entrambi sostengono che gli effetti della moderna civilizzazione minacciano il benessere ecologico globale. Gli ecologisti hanno descritto il cambiamento e la stabilità dei sistemi ecologici in diversi modi, inclusa la omeostasi, l'equilibrio dinamico e il "flusso di natura" (flux of nature). Senza badare a quale modello sia maggiormente accurato, gli ambientalisti affermano che la massiccia attività umana ha allontanato la biosfera dal suo equilibrio naturale attraverso la riduzione della biodiversità, il cambiamento climatico e altre influenze; di conseguenza, la civilizzazione sta causando un'estinzione di massa. 

### Aspetti scientifici
L'ecologia profonda trova i suoi fondamenti scientifici nell'ecologia e nella dinamica dei sistemi. Næss e Fox non usano la logica o l'induzione per dimostrare direttamente questa filosofia dall'ecologia scientifica, ma piuttosto sostengono che l'ecologia implica direttamente la metafisica dell'ecologia profonda, comprese le relative affermazioni sul sé.
Nel loro saggio Deep Ecology del 1985, Devall e Sessions descrivono una serie di precursori dell'ecologia profonda. Includono la stessa scienza dell'ecologia e considerano il suo maggior contributo la riscoperta nel contesto moderno che «tutto è collegato a ogni altra cosa». Precisano inoltre che alcuni ecologisti e naturalisti, in aggiunta al loro punto di vista scientifico, hanno sviluppato una profonda coscienza ecologica, comprensiva di una prospettiva che oltrepassa il punto di vista strettamente umano. Fra gli scienziati a cui fanno particolarmente riferimento troviamo Rachel Carson, Aldo Leopold, John Livingston, Paul R. Ehrlich e Barry Commoner, insieme a Frank Fraser Darling, Charles Sutherland Elton, Eugene Odum e Paul Sears.

### Impostazione teorica
Considerata l'impossibilità di esprimere chiaramente alcune intuizioni fondamentali sull'universo e la contemporanea necessità di avere un forte impatto sociale, Næss e Sessions stesero otto punti fondamentali e avanzarono una serie di considerazioni ulteriori su di essi esprimendosi nel modo più generale e astratto possibile, utilizzando un linguaggio retorico-propagandistico e avvalendosi di parole di senso comune. Furono così stesi i principi che costituiscono la cosiddetta «proposta di una piattaforma dell'ecologia profonda», pubblicata da allora in svariati testi e ancora oggi irrinunciabile base di partenza di ogni ecosofia. La piattaforma è suddivisa in otto principi basilari:
1. Il benessere e la prosperità della vita umana e non umana sulla Terra hanno valore per sé stesse (in altre parole: hanno un valore intrinseco o inerente). Questi valori sono indipendenti dall’utilità che il mondo non umano può avere per l’uomo.
2. La ricchezza e la diversità delle forme di vita contribuiscono alla realizzazione di questi valori e sono inoltre valori in sé.
3. Gli uomini non hanno alcun diritto di impoverire questa ricchezza e diversità, a meno che non debbano soddisfare esigenze vitali.
4. La prosperità della vita e delle culture umane è compatibile con una sostanziale diminuzione della popolazione umana: la prosperità della vita non umana esige tale diminuzione.
5. L’attuale interferenza dell’uomo nel mondo non umano è eccessiva e la situazione sta peggiorando progressivamente.
6. Di conseguenza le scelte collettive devono essere cambiate. Queste scelte influenzano le strutture ideologiche, tecnologiche ed economiche fondamentali. Lo stato delle cose che ne risulterà sarà profondamente diverso da quello attuale.
7. Il mutamento ideologico consiste principalmente nell’apprezzamento della qualità della vita come valore intrinseco piuttosto che nell’adesione a un tenore di vita sempre più alto. Dovrà essere chiara la differenza tra ciò che è grande qualitativamente e ciò che lo è quantitativamente.
8. Chi condivide i punti precedenti è obbligato, direttamente o indirettamente, a tentare di attuare i cambiamenti necessari.»

(Bill Devall e George Sessions, Ecologia Profonda. Vivere come se la Natura fosse Importante, Torino, Edizioni Gruppo Abele, 1989, p. 78)

## Critiche
Nei confronti dell'ecologia profonda Murray Bookchin in particolare sottolinea la sua diversa visione delle relazioni fra esseri umani e mondo naturale: mentre l'ecologia profonda adotta una prospettiva biocentrica, in base alla quale tutti gli organismi viventi hanno uguale valore e importanza, Bookchin rifiuta nettamente il biocentrismo, da lui accusato di negare l'unicità del ruolo degli esseri umani all'interno dell'evoluzione naturale. Inoltre secondo Bookchin l'ecologia profonda non è in grado di comprendere le autentiche radici della crisi ecologica, giungendo a considerare l'umanità intera come la colpevole del disastro ecologico e arrivando ad auspicare politiche di controllo demografico incompatibili con la sua visione “umanista”.